# Arsen Fadzaev
Arsen Fadzaev (n. 5 septembrie 1962, Cikola⁠(d), RSFS Rusă, URSS) este un politician și luptător rus ce a reprezentat Uniunea Republicilor Sovietice Socialiste, Echipa Unificată, Rusia și Uzbekistan, medaliat olimpic. A participat la 3 ediții ale Jocurilor Olimpice (1988, 1992, 1996) în care a câștigat două medalii de aur.